# Nectophryne
Nectophryne és un gènere d'amfibis de la família dels bufònids que es troba a l'Àfrica Occidental.

## Taxonomia
- Nectophryne afra
- Nectophryne batesii